# Гашербрум IV
Гашербрум IV — гірська вершина, що знаходиться в багатовершинному масиві Гашербрум хребта Балторо Музтаг гірської системи Каракорум, розташована на спірній території Гілгіт-Балтистан. Гашербрум IV є 17-ю за висотою вершиною на земній кулі і 6-ю — в Пакистані.
Перше сходження відбулося 6 серпня 1958 року по північному схилу гори. Вальтер Бонатті і Карло Маурі підкорили вершину в складі італійської команди під керівництвом Рікардо Кассіна.